# Isla de Villegagnon
La Isla de Villegagnon (en portugués: Ilha de Villegagnon), denominada como ilha de Serigipe por los indígenas, y como Ilha das Palmeiras por los conquistadores portugueses, es una isla que se encuentra cerca de la boca de la gran bahía de Guanabara, en la ciudad de Río de Janeiro, Brasil.
El ataque a la Isla Villegagnon por los portugueses se produjo el 15 de marzo de 1560. El nombre de la isla fue dado en honor de su primer ocupante, el almirante francés Nicolas Durand de Villegagnon, cuyas tropas ocuparon la isla en 1555, en consecuencia, la construcción de Fort Coligny en la isla se realizó cuando se trataba de establecer una colonia de Francia (llamada en francés: La France antarctique).
La entrada de la antigua fortaleza de Fort Coligny esta en la isla Villegagnon.
Con la llegada de más tropas portuguesas de la Capitanía de São Vicente el 15 de marzo de 1560, Villegagnon se convirtió en el escenario para el ataque del ejército portugués al mando de Mem de Sá, que desplegó sus tropas en la isla. Dos días después, los franceses abandonaron el fuerte en busca de refugio con los tamoios, un grupo de tribus nativas de Brasil. La fortaleza fue destruida y el 17 de marzo de 1560 el primer portugués se estableció en la isla.
La victoria portuguesa se vio facilitada por la información acerca de la fortaleza que había sido proporcionada por Jean-de-Cointra y Jacques Le Balleur, disidentes franceses que habían escapado de Villegagnon.
Una nueva fortaleza fue establecida por los portugueses en el siglo siguiente.
Desde 1938, en la isla se encuentra la Escuela Naval de Brasil bajo la responsabilidad de la Marina de Brasil.